# Narciso Rodriguez
Narciso Rodriguez est un styliste américain né le 27 janvier 1961 à Newark dans le New Jersey de parents d'origine cubaine.

## Biographie
Son père, cubain, est docker à New York. Narciso Rodriguez grandit à Newark. Il suit des études à The New School puis décide d'intégrer les cours de stylisme à la Parsons School of Design, résultat de son admiration pour Donna Karan avec qui il travaillera chez Anne Klein (en) après avoir été free-lance une fois diplômé.
Il entre comme « assistant styliste » chez Calvin Klein où il apprend à créer des vêtements simples mais élégants en abordant les collections de prêt-à-porter féminins. À la suite de quoi il devient directeur artistique chez TSE à New York.
Au milieu des années 1990, il dessine la robe de mariée de son amie Carolyn Bessette Kennedy ; cette création lui permet de se faire publiquement connaitre, la photo du couple, avec Carolyn Bessette vêtue de la robe, étant à l'époque largement médiatisée. L'année suivante, financé par Aeffe, il lance la première collection à son nom d'abord à Milan puis à New York. Alors qu'il travaille également chez Cerruti à Paris, il lui est proposé la direction de la création du maroquinier Loewe. Il accepte le poste sans se résigner à abandonner sa propre marque qui disposera rapidement de clientes fidèles.
Au début des années 2000, il est récompensé deux fois de suite par le CFDA et les ventes démarrent de façon moins intimistes, intégrant les grands magasins américains. Il donne sa marque à son premier parfum, For Her, réalisé par Shiseido, suivi en 2007 de son équivalent masculin, For Him. En difficultés financières mais surtout en désaccord flagrant sur la politique commerciale, il arrête son partenariat avec Aeffe en 2006 pour revendre avec dépit une partie de son entreprise à Liz Carbone Company l'année suivante sur les conseils d'Anna Wintour, tout en conservant les responsabilités de la création. Mais c'est en 2008 que la reconnaissance internationale sera la plus forte avec l'apparition de Michelle Obama en robe Narciso Rodriguez pour sa première apparition publique en tant que première dame,.
Inspiré entre autres par Geoffrey Beene ou Balenciaga, Narciso Rodriguez dessine des créations féminines « comme un architecte dessine un bâtiment » dit-il, simple pour être facile à porter, monochrome mais également souvent colorées et toujours contrastées.